# Tsampa

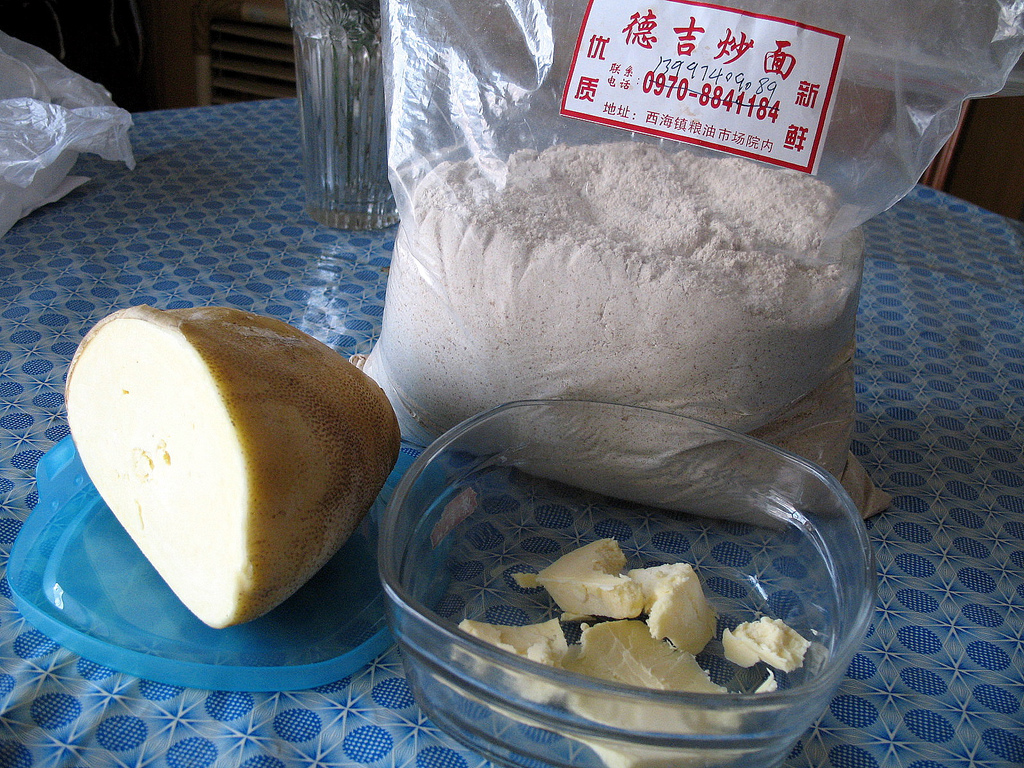
Tsampa (im Beutel)

Tsampa (tib.: རྩམ་པ་, Wylie: rtsam pa) ist ein tibetisches Grundnahrungsmittel. Tsampa ist Mehl aus geröstetem Getreide, üblicherweise Gerste (nas rtsam), seltener Weizen (gro rtsam) oder Reis (bras rtsam). Wintergerste gedeiht auch in kälteren und trockenen Gebieten mit höheren Erträgen als beispielsweise Weizen.
Das gleiche Erzeugnis ist unter dem Namen Gofio ein traditionelles Nahrungsmittel auf den kanarischen Inseln.

## Zubereitung
Tsampa wird traditionell mit Tee oder Po Cha (Buttertee) zubereitet.
Tsampa lässt sich schnell und einfach zubereiten, weswegen Sherpas, Nomaden und andere Reisende es häufig essen. Das Tsampa wird in eine Schüssel gefüllt und mit Tee übergossen, von dem ein Teil getrunken und der Rest mit dem Tsampa zu einer teigähnlichen Masse geformt wird. Durch das vorherige Rösten ist das dadurch trockenere Mehl besser haltbar und der Teig ohne weiteres Backen oder Kochen essbar.
Man kann den Tee auch zuerst eingießen; in jedem Fall benötigt man ein gewisses Geschick, um das richtige Verhältnis von Tsampa und Flüssigkeit zu erreichen.
Die beiden Stoffe werden normalerweise mit den Fingern gemischt. Es empfiehlt sich, Yakbutter zur Verbesserung von Geschmack und Stabilität hinzuzufügen.
In den westlichen Gebieten findet sich eine Abwandlung der tibetischen Essweise des Tsampas. Es kann beispielsweise mit Wasser und etwas Sojasauce zubereitet werden, bis ein dickklebriger Brei entsteht, der sich gut formen lässt. Tsampa wird mit Gemüse, Ziegenkäse und beliebig weiteren Lebensmitteln zusammen gegessen. Es gilt als Ersatz für Brot, Brötchen etc.

## Vergleichbare Produkte
- Grünkern, halbreif geernteter Dinkel, wird ebenfalls über Feuer nachgetrocknet und dient(e) als haltbares Nahrungsmittel (siehe dazu Darre#Getreidedarre) mit speziellem Röstaroma.
- Freekeh aus geröstetem Hartweizen ist in Nordafrika und im östlichen Mittelmeerraum verbreitet.[2]
- Farina Bóna ist geröstetes Maismehl im Schweizer Tessin.
- Gofio ist auf den Kanarischen Inseln bekannt.